# Doble Bragado de 2017
La 82.ª edición de la Doble Bragado se disputó desde el 4 hasta el 12 de febrero de 2017, constó de un prólogo y ocho etapas de las cuales dos estaban divididas en dos subsectores los cuales uno fue una contrarreloj individual y una contrarreloj por equipos con una distancia total acumulada de 1061,8 kilómetros.
El ganador fue Román Mastrángelo del equipo Sindicato Argentino de Televisión-Municipalidad de Bragado, que de esta manera obtuvo su segundo triunfo. Fue escoltado en el podio por Laureano Rosas del equipo SEP de San Juan y tercero Nicolás Naranjo del equipo Raleigh Nitro Bikes.

## Ciclistas participantes
Participaron 20 equipos de 6 corredores cada uno con un total de 119 ciclistas, de los cuales finalizaron 91 ciclistas.

#### Equipos
| Bragado Cicles Club - SAT | Los Cascos | Ciudad de Chivilcoy | Raleigh Nitro Bikes |
| - 1. Aldo Expósito - 2. Mauro Agostini - 3. Federico Vivas* - 4. Agustín Martínez* - 5. Franco Martins - 6. Felipe Lezica*                       | - 7. Sebastián Cianci* - 8. Cristian Alarcón - 9. Mario Sosa* - 10. Adrián Benardoni - 11. Franco Vázquez                               | - 13. Fernando Antogna - 14. Aníbal Borrajo - 15. Alejandro Borrajo - 16. Norberto Oviedo - 17. Diego Langoni - 18. Martin Ercila                         | - 19. Darío Oliva - 20. Cristian Clavero - 21. Nicolás Naranjo - 22. Francisco Dal Santo - 23. Leandro Mignacco - 24. Cristian Ranquehue                    |
| Scott Nitro Bikes | C.C. Bragado-Movilizarte | Team Junín | Montanari Team-Junín-Pergamino |
| - 25. Juan Manuel Gomes - 26. Gastón Cordero - 27. Cristian León - 28. Enrique Estévez - 29. Tomas Cuevas - 30. Pablo Ceccoli                    | - 31. Santiago Carpio* - 32. Alexis Galvano - 33. Santiago Muñoz* - 34. Javier N. Canova* - 35. Edgardo Almirón - 36. Gabriel Gutiérrez | - 37. Sebastián Medina - 38. Alejandro Acton - 39. Darío Pagliaricci - 40. Alejandro Sarfo - 41. Emilio Rodríguez - 42. Isaías Abu*                       | - 43. Marcos León Rodríguez* - 44. Gabriel Argento - 45. Juan Córdoba Scorza - 46. Mauricio Archiprete* - 47. Fernando Barroso - 48. Óscar Alfredo Gómez    |
| Leopard - Candu Team | Giant | Transportes El Sol-9 de Julio | SAT-Municipalidad de Bragado |
| - 49. Emanuel Mini - 50. Federico Brun - 51. Matias Torres - 52. Pablo de la Barrera - 53. Marcos Crespo - 54. Matias Canedo*                    | - 55. Gabriel Richard - 56. Hernán Taddeo - 57. Emiliano Trozzi* - 58. Mauricio Trozzi* - 59. Braian Zanichelli* - 60. Ariel Di Palma   | - 61. Maximiliano Navarrete - 62. Gastón Martínez - 63. David Eduardo Martínez - 64. Ezequiel Martínez - 65. José María Barrachina - 66. Carlos Contreras | - 67. Laureano Rosas - 68. Román Mastrangelo - 69. Sergio Fredes - 70. Facundo Crisafulli* - 71. Facundo Lezica - 72. Adrián Gariboldi                      |
| Dos Ciudades | Citti Bikes Center | Municipalidad de Villa Cañas | Cycles Imperio |
| - 73. Claudio Flores - 74. Fabián Fuchs - 75. Diego Liroz - 76. Jorge Roldán - 77. Marcelo Godoy - 78. Jonatan Tocha                             | - 79. Mariano Gladich - 80. Nicolás Traico - 81. Federico Ortega - 82. Matias Fredes - 83. Pedro Benoit - 84. Hugo Ángel Velázquez      | - 85. Alberto Martínez - 86. Isidro Roncco - 87. Franco Lucero - 88. Juan Ghioldi - 89. Nahuel Goapper - 90. Leonel Fedre                                 | - 91. Jorge Fidalgo - 92. Pablo Ciancio - 93. Fabián Boch - 94. Leonel Romero - 95. Diego Jaén - 96. José Zabala                                            |
| Por Siempre Calulo | JEA Construcciones | UATRE-Indubike | ESCO-Agroplan |
| - 97. Pablo González - 98. Fernando Cruz Robledo - 99. Fernando Cuadroz - 100. Fernando Cairo - 101. Francisco Lasalle - 102. Maximiliano Romero | - 103. Germán Broggi - 104. Federico Ojeda - 105. Daniel Caro - 106. Brian Lucero - 107. Mario Franco - 108. Jorge Morales              | - 109. Mariano Rodríguez - 110. Raúl Turano - 111. Thomas Carbone* - 112. Fernando Gil Maidana* - 113. Nahuel D'Aquila* - 114. Elbio Alborzen             | - 115. Nicolás Antorena* - 116. Lucas Gaday Orozco - 117. Juan Martín Boldú* - 118. Juan Manuel Aguirre Colome - 119. Omar Azzem - 120. Santiago Espindola* |

## Etapas
| Etapa   | Fecha         | Recorrido               | km        | Ganador           | Líder             |
| Prólogo | 4 de febrero  | Circuito KDT            | 5(CRE)    | SAT-Bragado       | Román Mastrangelo |
| 1ª      | 5 de febrero  | Caseros - Mercedes      | 133       | Nicolás Naranjo   | Nicolás Naranjo   |
| 2ª      | 6 de febrero  | Mercedes - Chivilcoy    | 140       | Nicolás Naranjo   | Nicolás Naranjo   |
| 3ª      | 7 de febrero  | Chivilcoy - Pergamino   | 180       | Laureano Rosas    | Laureano Rosas    |
| 4ª      | 8 de febrero  | Circuito en Pergamino   | 100       | Nicolás Naranjo   | Nicolás Naranjo   |
| 5ª a    | 9 de febrero  | Pergamino - Junín       | 90        | Mario José Sosa   | Nicolás Naranjo   |
| 5ª b    | 9 de febrero  | Junín                   | 6,8 (CRE) | SAT-Bragado       | Nicolás Naranjo   |
| 6ª      | 10 de febrero | Junín - Bragado         | 168       | Hernán Taddeo     | Nicolás Naranjo   |
| 7ª a    | 11 de febrero | Bragado - Bragado       | 17 (CRI)  | Román Mastrangelo | Román Mastrangelo |
| 7ª b    | 11 de febrero | Circuito en Bragado     | 102       | Nicolás Naranjo   | Román Mastrangelo |
| 8ª      | 12 de febrero | Mercedes - Buenos Aires | 121       | Federico Vivas    | Román Mastrangelo |

## Clasificación final
| Posición | Ciclista                   | Equipo                       | Tiempo   |
| -------- | -------------------------- | ---------------------------- | -------- |
|          | Román Mastrangelo          | SAT-Municipalidad de Bragado | 23 h 10' |
| 2        | Laureano Rosas             | SAT-Municipalidad de Bragado | + 23"    |
| 3        | Nicolás Naranjo            | Raleigh Nitro Bikes          | + 39"    |
| 4        | Sergio Omar Fredes         | SAT-Municipalidad de Bragado | + 46"    |
| 5        | José Fernando Antogna      | Ciudad de Chivilcoy          | + 58"    |
| 6        | Fernando Julio Gil Maidana | UATRE - Indubike             | + 1'23"  |
| 7        | Mauro Agostini             | Bragado Cicles Club          | + 1'24"  |
| 8        | Martín Hernán Ercila       | Ciudad de Chivilcoy          | + 1'28"  |
| 9        | Hugo Ángel Velázquez       | Citti Bike Center            | + 1'35"  |
| 10       | Norberto Oviedo            | Ciudad de Chivilcoy          | + 1'44"  |